# Vääränjärvi
Vääränjärvi är en sjö i kommunen Heinävesi i landskapet Södra Savolax i Finland. Sjön ligger 89,9 meter över havet. Arean är 1,06 kvadratkilometer och strandlinjen är 12,02 kilometer lång. Sjön  ingår i Vuoksens huvudavrinningsområde.   Den ligger omkring 120 kilometer nordöst om S:t Michel och omkring 330 kilometer nordöst om Helsingfors. 